# Кулакаускайте, Симона
Симона Кулакаускайте (лит. Simona Kulakauskaitė; род. 16 декабря 1987, Шяуляй) — литовская шашистка, мастер ФМЖД (2005), чемпионка мира среди девушек (до 19 лет) в 2005, 2006 годах по стоклеточным шашкам. Самая юная победительница чемпионата Литвы в интеллектуальных играх — в 14 лет (чемпионат Литвы по русским шашкам среди женщин 2002 года).
На чемпионате Литвы по русским шашкам среди мужчин в 2004 году заняла 3-4 место с экс-чемпионом страны Виталием Саенко (по дополнительным показателям — 4 место). Участница чемпионатов мира по русским шашкам среди женщин.
FMJD ID: 12816.
Выступает за клуб Fintas (Литва), Damgenootschap Het Noorden, (Голландия).

## Образование
- Шяуляйская гимназия
- Stockholm School of Economics in Riga, н. в.